# Oratorio di Sant'Antonio dei Cavalieri de' Nardis
L'oratorio di Sant'Antonio dei Cavalieri de' Nardis è un edificio religioso dell'Aquila, situato nel quarto di San Marciano.
La sua edificazione, ad opera della famiglia aquilana dei Nardis, risale alla metà del XVII secolo anche se la chiesa venne profondamente rinnovata in stile barocco in seguito al terremoto del 1703.

## Storia
La costruzione della chiesa iniziò nel 1646, per opera del cavaliere di Santo Stefano di Toscana Ottavio de Nardis, in concorso con altri esponenti della nobile famiglia aquilana dei Nardis. È tradizione che la chiesa sia stata costruita intorno ad un'edicola con un dipinto "miracoloso" di sant'Antonio di Padova, opera di Francesco Bedeschini; lo stesso affresco domina ancora oggi l'altare maggiore.
Nel 1647, un anno dopo l'inizio della costruzione, venne consacrato il primo altare (quello lungo la controfacciata), mentre nel 1650 la fabbrica doveva essere pressoché ultimata, se veniva commissionata la fattura dell'organo.
L'edificio rimase gravemente danneggiato dal terremoto del 1703 in seguito al quale, nel XVIII secolo, si susseguirono importanti interventi di restauro, tra cui la sostituzione del soffitto voltato (forse crollato) con uno ligneo ad opera di Ferdinando Mosca.

## Descrizione

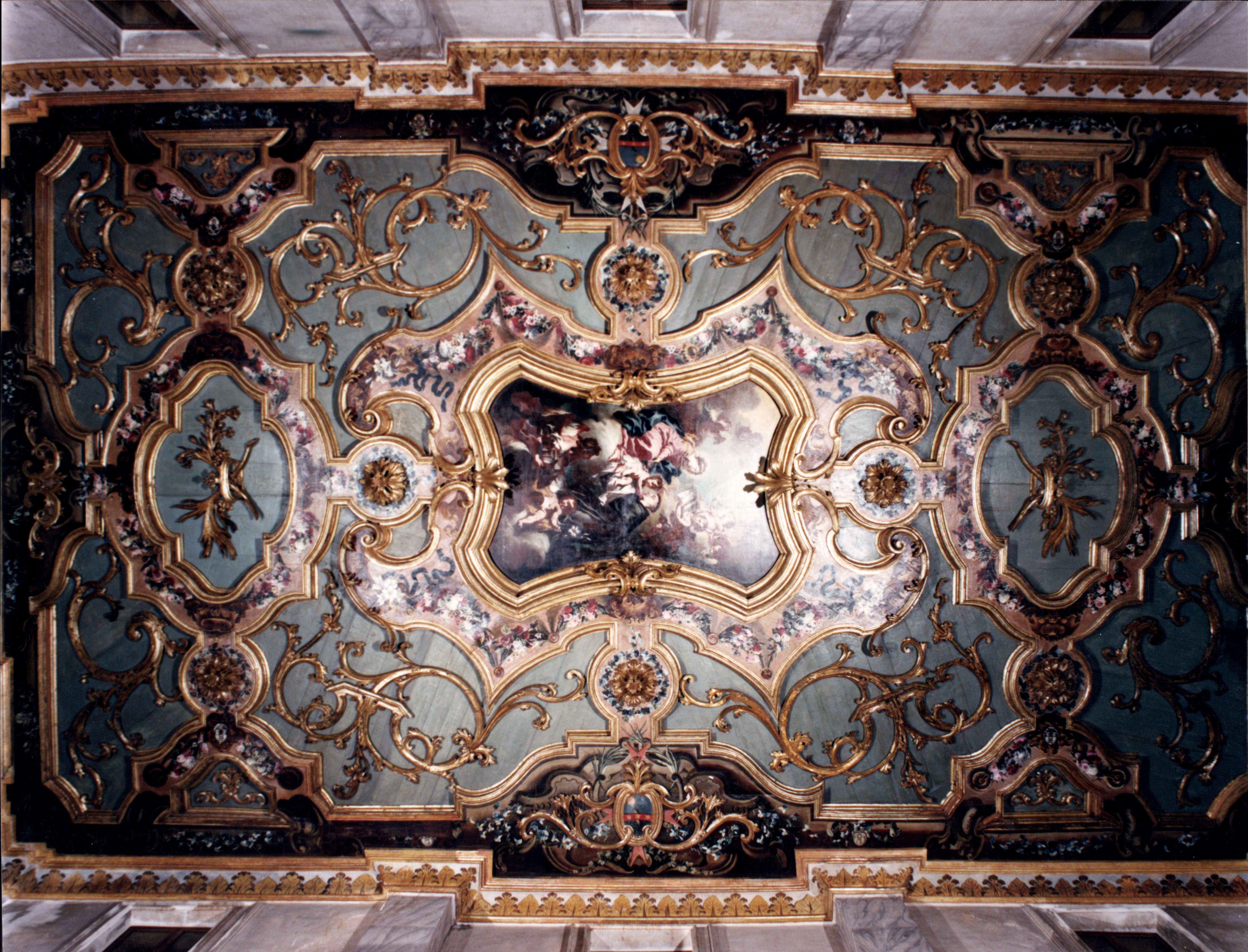
Il soffitto ligneo dell'oratorio.

L'oratorio è situato in via San Marciano, a metà strada tra il duomo e la chiesa dei Santi Marciano e Nicandro, centro del quartiere di riferimento, in prossimità del palazzo di famiglia. L'inserimento nel contesto edilizio risulta molto interessante perché l'area non disponeva all'epoca di architetture monumentali.
La chiesa offre il fianco alla strada, presentandosi con l'articolata facciata laterale con due porte, simmetriche rispetto a una nicchia contenente una statua a grandezza naturale di sant'Antonio, opera di Ercole Ferrata.
All'interno riveste particolare importanza il soffitto ligneo realizzato nel XVIII secolo da Ferdinando Mosca da Pescocostanzo — autore, tra le altre cose, anche del soffitto della basilica di San Bernardino —, arricchito da un telero di Vincenzo Damini raffigurante il Trionfo di sant'Antonio.
Tra le opere contenute nell'edificio, particolare importanza ha il paliotto composto di ventisette piastrelle di maiolica di Castelli raffigurante santi.

## Galleria d'immagini
| - Ercole Ferrata, Sant'Antonio da Padova con Gesù Bambino. - Parete dell'organo. - Organo di Luca Neri (1650). - Parete absidale. - Giacomo Farelli, Il miracolo della mula. - Giacomo Farelli, Immacolata Concezione. - Giacomo Farelli, Santa Cecilia. - Cenotafio del fondatore Ottavio de Nardis. |